# Колман Смит, Памела
Памела Колман Смит (англ. Pamela Colman Smith; 16 февраля 1878 — 18 сентября 1951) — британская художница, иллюстратор, писательница, издательница и оккультистка. Смит создала иллюстрации для колоды таро Райдера — Уэйта для Артура Эдварда Уэйта. Данная колода стала стандартом среди читателей карт таро и остаётся самой распространённой по сей день. Смит также проиллюстрировала более 20 книг, написала два сборника ямайского фольклора, занималась редакцией двух журнала и руководила издательством Green Sheaf Press, работающих с писательницами.

## Биография
Смит родилась в доме по адресу 28 по Белгрейв-роуд в Пимлико, в центральной части Лондона. Она была единственным ребенком торговца из Бруклина Чарльза Эдварда Смита (сына мэра Бруклина Сайруса Портера Смита) и его жены Коринны Колман (сестры художника Сэмюэля Колмана). Первые десять лет жизни семья жила в Манчестере. В 1889 году они переехали на Ямайку, когда Чарльз Смит устроился на работу в West India Improvement Company (финансовый синдикат, занимавшийся расширением ямайской железнодорожной системы).
К 1893 году Смит переехала в Бруклин, где в возрасте 15 лет поступила в институт Пратта. Там она изучала искусство под руководством Артура Уэсли Доу, художника, печатника, фотографа и влиятельного педагога в области искусства.
Пока Смит училась в художественной школе, ее мать умерла на Ямайке в 1896 году. Сама Смит в эти годы болела и в конце концов покинула институт в 1897 году, не получив диплома. Она стала иллюстратором. Среди её первых проектов были «Иллюстрированные стихи Уильяма Батлера Йейтса», книга Брэма Стокера об актрисе Эллен Терри и две ее собственные книги «Ярмарка Уиддикомба» и «Справедливое тщеславие» (отсылка к «Ярмарке тщеславия»).
В 1899 году умер её отец, оставив Смит сиротой в возрасте 21 года. В том же году она вернулась в Англию, продолжая работать иллюстратором и занимаясь театральным дизайном для театра миниатюр. В Лондоне она попала под крыло театральной группы Лицеум, возглавляемой Терри (который, как говорят, дал ей прозвище «Пикси»), Генри Ирвингом и Брэмом Стокером, и путешествовала с ними по стране, работая над костюмами и сценографией.
В 1901 году она открыла студию в Лондоне и еженедельно устраивала дни открытых дверей для художников, писателей, актеров и других людей, связанных с искусством. Артур Рэнсом, которому тогда было около 20 лет, описывает один из таких вечеров «у себя дома» и любопытный артистический круг вокруг Смит в своей книге «Богемия в Лондоне», написанной в 1907 году. Смит написала и проиллюстрировал две книги о ямайском фольклоре: "Annancy Stories" (1899) и "Chim-Chim, Folk Stories from Jamaica" (1905). В эти книги вошли ямайские версии сказок с участием традиционного африканского народного персонажа - паука Ананси. Она также продолжала заниматься иллюстрацией, выполняя проекты для Уильяма Батлера Йетса и его брата, художника Джека Йетса. Она проиллюстрировала последний роман Брэма Стокера «Логово белого червя» в 1911 году и книгу Эллен Терри о «Русских сезонах» Сергея Дягилева «Русский балет» в 1913 году.
Смит поддерживала борьбу за избирательное право и с помощью коллектива профессиональных иллюстраторов Suffrage Atelier предоставляла свои работы для поддержки избирательного права женщин в Великобритании. Кроме того, Смит занималась бесплатным созданием плакатов и игрушек для Красного Креста во время Первой мировой войны.
В 1903 году Смит основала свой собственный журнал под названием «Зеленый сноп», в котором печатались Йитс, Кристофер Сент-Джон (Кристабель Маршалл), Сесил Френч, А. Э. (Джордж Уильям Рассел), Гордон Крег (сын Эллен Терри), Джон Тодхантер и другие. Green Sheaf просуществовал чуть больше года, всего 13 выпусков.
Обескураженная тем, что «Зеленый сноп» не имел финансового успеха, Смит направила свои усилия на создание небольшой типографии в Лондоне. В 1904 году она основала издательство The Green Sheaf Press, которое публиковало разнообразные романы, поэмы, сказки и народные предания по крайней мере до 1906 года, в основном написанные женщинами.
В 1907 году Алфред Стиглиц устроил выставку картин Смит в Нью-Йорке в своей галерее «Маленькие галереи фотосекции» (также известной как галерея 291), сделав Смит первой художницей, выставившейся в галерее, которая до тех пор была посвящена исключительно фотографическому авангарду. Стиглиц был заинтригован синестетической чувствительностью Смит. В этот период Смит рисовала видения, которые приходили к ней во время прослушивания музыки. Выставка была настолько успешной, что Стиглиц выпустил альбом платиновых отпечатков 22 её картин и выставил её работы в 1908 и 1909 годах. Некоторые работы Смит, которые не были проданы, остались у Стиглица и попали в архив Стиглиц/Джорджии О'Кифф в Йельском университете.
Йитс познакомил Смит с Герметическим орденом Золотой Зари, в который она вступила в 1901 году и в процессе познакомилась с Артуром Эдвардом Уэйтом. Когда Золотая заря раскололась из-за личностных конфликтов, Смит вместе с Уэйтом перешла в Независимый и Ректифицированный Обряд Золотого Рассвета (или Священный Орден Золотого Рассвета). В 1909 году Уэйт поручил Смиту создать колоду Таро, привлекательную для мира искусства, и в результате появилась уникальная колода Таро Уэйта-Смит. Изданная лондонским издательством William Rider & Son, она до сих пор остается самой популярной в мире колодой таро из 78 карт.
В 1911 году Смит перешла в римский католицизм. После окончания Первой мировой войны Смит получила наследство от дяди, которое позволило ей арендовать дом на полуострове Лизард в Корнуолле, популярном среди художников. Для получения дохода она организовала в соседнем доме дом отдыха для католических священников. Ее давняя подруга, Нора Лейк, присоединилась к ней в Корнуолле и помогала управлять домом отдыха.
Кроме проектов по иллюстрированию книг и созданию колоды таро, после раннего успеха у Стиглица в Нью-Йорке её искусство практически не находило коммерческого применения. Несколько её работ, выполненных гуашью, были собраны её двоюродным братом, американским актером Уильямом Джиллеттом, игравшим Шерлока Холмса, и сегодня их можно увидеть в его замке в Коннектикуте.
Смит умерла в своей квартире в Bencoolen House в Буде 18 сентября 1951 года. Ее имущество было продано с аукциона, чтобы оплатить долги. Место её захоронения неизвестно, но, скорее всего, она была похоронена в безымянной могиле на кладбище Святого Михаила в Буде.

## Академические исследования
В 2022 году вышла книга «Королева Жезлов: История Памелы Колман Смит, художницы, стоящей за колодой Таро Райдера-Уэйта» о жизни и творчестве Смит. Книга была проиллюстрирована  Кэт Уиллетт.